# Преломление звука
Преломление звука — явление изменения направления распространения звука.
Возникает при прохождении звука из одной среды в другую. При этом звук, вообще говоря, преломляется, то есть меняет направление своего первоначального распространения. Необходимым условием для преломления является различие скоростей распространения звука в обеих средах. Закон преломления звука тот же, что и для света:
{\displaystyle {\frac {\sin i}{\sin r}}={\frac {v_{1}}{v_{2}}}=n},
то есть что отношение синусов углов падения и преломления, равное отношению скоростей распространения в первой и второй средах, есть поэтому величина постоянная. Называется она показателем преломления. Первые опыты над преломлением звука были сделаны Зондгаусом (Sondhauss, 1852 г.). Если устроить из упругих перепонок (пузыря, коллодия или резины), прикрепленных к обручу, двояковыпуклую чечевицу и наполнить её углекислым газом, то она будет собирать звук (например от карманных часов) в одну точку (фокус), подобно тому как стеклянная чечевица собирает световые лучи. Можно акустическую чечевицу устроить ещё иначе (Н. Гезехус, 1890). Если наполнить полушаровую тонкую металлическую сетку (тонкие сетки имеются всегда в продаже) пухом, ватой или какими-либо стружками, прикрыв её плоской сеткой, то такая плосковыпуклая чечевица будет также собирать звук вследствие того, что скорость распространения звука в ней будет замедлена сравнительно со скоростью звука в свободном воздухе. Поэтому, поместив с одной стороны чечевицы источник звука (карманные часы или свисток), мы в состоянии будем найти положение фокуса по другую сторону или прямо ухом, или при помощи чувствительного пламени. Зная расстояние источника звука и фокуса акустического центра чечевицы, можно вычислить показатель преломления, а следовательно, и скорость звука в чечевице. Хажех (Hajech, 1857) исследовал преломление звука в разных газах и в воде посредством акустической призмы. В стену, разделявшую две комнаты, была вставлена труба, концы которой были закрыты перепонками, составлявшими между собой некоторый угол. Труба наполнялась испытуемым газом или жидкостью и определялось направление, по которому звук, прошедший через трубу, слышался лучше всего. Опыты над преломлением звука производили также Нейренеф (1894), Перро и Дюссо (1895) и др.